# Camp palestinien de Homs
Le camp palestinien de Homs est un camp de réfugiés palestiniens qui a été ouvert à Homs, en Syrie, en 1949.